# Огонь Будды
Огонь Будды (вьет. Lửa Phật, англ. Once Upon a Time in Vietnam) — вьетнамский фильм о боевых искусствах режиссёра Дастина Нгуена, вышедший на экраны в 2013 году.

## Сюжет
Действие фильма происходит в фантастическом мире, где существуют мотоциклы, автомобили, электричество и виски «Джонни Уокер», но быт схож с доиндустриальным, электричество не имеет широкого применения, а воины ведут бои с помощью холодного оружия и сверхъестественных сил. Страна (или человечество) периодически подвергается нападениям враждебных войск, отпор которым даёт Армия Императора. В перерывах между нападениями некоторые воины предпочитают вернуться к мирной жизни, хотя это и запрещено их клятвой. Мастер Дао, солдат Армии, занимается розыском клятвопреступников. Согласно приказу, они должны быть убиты. Работу Дао контролируют ещё трое военных и, если тот медлит с убийством, они совершают его сами. История Дао составлена из событий двух времён: сегодняшнего дня и девятилетней давности.
Ань — жена сельского пекаря и мать мальчика младшего школьного возраста. Её муж Хьен работает в собственной пекарне, на которую положили глаз местные бандиты, сын Хунг ходит в школу и терпит нападки хулиганов. Однажды Хьен приводит в дом постояльца, которым оказывается Дао. Девять лет назад Ань и Дао вместе служили в армии и их связывали романтические отношения, результатом которых, вероятно, является Хунг. Ань понимает, что Дао пришёл за ней как за дезертиром, и просит отсрочку. Дао даёт ей сутки, сам в это время учит Хунга боевым искусствам. Из-за допущенного промедления между Дао и сопровождающими его военными завязывается бой, Дао практически повержен, но в последний момент ему на помощь приходит Хунг, своей магической силой сжигающий последнего противника.
Хьен догадывается об отношениях Ань и Дао, и Ань рассказывает ему всю правду. Дом Хьена и Ань сгорает из-за неосторожности Хунга во время его магических тренировок, Хьен прогоняет Ань с сыном. С намерением сразиться с Дао в село приходит Лонг, воин Армии Императора, служивший вместе с Ань и Дао девять лет назад. В бой Лонга и Дао вмешиваются Ань и Хунг, демонстрирующий свои «огненные» способности. Лонг догадывается, что мальчик — его сын, а не Дао (магические способности которого связаны с землёй, а не с огнём). Выясняется, что девять лет назад Ань вступила в связь с Лонгом, чтобы спасти своего брата, который должен был быть казнён за дезертирство. Теперь же, Ань наносит Лонгу тяжёлое ранение, после чего тот убивает себя, разрезав живот. Дао уезжает, оставляя Ань с её семьёй.

## В ролях
| Актёр            | Роль                        |
| ---------------- | --------------------------- |
| Дастин Нгуен     | мастер Дао                  |
| Вероника Нго     | Ань                         |
| Тхай Хоа         | пекарь Хьен                 |
| Нгуен Хоанг Куан | Хунг сын Ань                |
| Роджер Юань      | Лонг                        |
| Динь Нгок Дьеп   | Ван девушка с берега        |
| Хьеу Хьен        | Хюи                         |
| Фи Тхань Ван     | Лан                         |
| Суан Фат         | господин Тинь владелец бара |
| Джейсон Нинь Као | генерал                     |
| Буй Ван Хай      | дезертир                    |
| Ми Ле            | учительница                 |
| Кьеу Май Ли      | сосед                       |
| Дьем Чинь        | сосед                       |
| Нгуен Куанг Хьеу | монах                       |
| Нгуен Хау        | человек в грузовике         |
| Ле Кхам          | человек в грузовике         |

## Награды
Тхай Хоа за роль Хьена получил награду «Лучшему актёру второго плана» на 18-м Вьетнамском кинофестивале.